# Manoliása
Manoliása (Manoliasa) är en ort i Grekland.   Den ligger i prefekturen Nomós Ioannínon och regionen Epirus, i den centrala delen av landet, 300 km nordväst om huvudstaden Aten. Manoliása ligger 875 meter över havet och antalet invånare är 184.
Terrängen runt Manoliása är kuperad åt nordost, men åt sydväst är den bergig.Runt Manoliása är det glesbefolkat, med 20 invånare per kvadratkilometer. Närmaste större samhälle är Ioánnina, 16,2 km norr om Manoliása. I omgivningarna runt Manoliása växer i huvudsak blandskog.